# Paul Nizon
Paul Nizon (Berna, 19 de diciembre de 1929) es un historiador de arte y escritor suizo.

## Biografía
Su padre fue un químico ruso, su madre era suiza. Estudió Historia del Arte, Arqueología Clásica y Lengua y Literatura Alemana, en la Universidad de Berna y en la de Múnich. Se doctoró en 1957 con una tesis sobre Vincent Van Gogh. Hasta 1959 trabajó como investigador ayudante en el Museo de Historia de Berna. En 1960 fue becado por el Instituto Suizo de Roma. En 1961 ya era un prominente crítico de arte en el Neue Zürcher Zeitung. Nizon se dedica a la escritura desde 1962. Desde 1977 vive en París. Ha sido profesor invitado en distintas universidades extranjeras, como la Universidad de Frankfurt, en 1984, o la Washington University, de San Luis, Misuri, en 1987.

## Premios
- Premio Schiller (1982)
- Premio Estado Austríaco de Literatura Europea (2010)

- Datos: Q123499
- Multimedia: Paul Nizon / Q123499